# О себе
«О себе» — второй студийный альбом российской певицы Полины Гагариной. Релиз альбома состоялся 11 марта 2010 года.
Полина об альбоме:
Новый альбом. Новый этап жизни, — как творческой, так и личной. Я назвала альбом „О себе“, потому что всё, что есть в этой музыке и словах — чистая правда. Если вы хотите что-то узнать обо мне, то лучший способ — послушать мои песни, нежели прочитать новости на страницах каких-то изданий. Тут врать нельзя и не нужно.

## Реакция критики
Алексей Мажаев из InterMedia дал альбому оценку в три балла из пяти. Автор писал, что «не все композиции равноценны, но лучшие треки позволяют говорить о хороших перспективах самостоятельной карьеры талантливой артистки с интересным голосом». По его словам, песням «Ой!» и «Виновата я» не хватает ни яркости, ни юмора, ни настроения. А песни «Любовь под солнцем», «Где-то живёт любовь», «Таю» и «Кому, зачем?» — несомненные хиты.
На сайте проекта «МирМэджи» альбом получил смешанную оценку. Автор статьи особо выделил песни «Виновата я», «Полюшка», «Без обид» и «Пропади всё пропадом». По его словам, «пластинка в целом изобилует „лихими“ песнями, с юморком, задором и пылкостью».

## Список композиций
| №   | Название                             | Текст песни                            | Музыка                     | Длительность |
| --- | ------------------------------------ | -------------------------------------- | -------------------------- | ------------ |
| 1.  | «Любовь под солнцем»                 | А. Уланов                              | Н. Ростов                  | 3:32         |
| 2.  | «Ой»                                 | П. Гагарина                            | П. Гагарина                | 3:26         |
| 3.  | «Мелочи жизни»                       | И. Дубцова                             | П. Гагарина                | 3:47         |
| 4.  | «Виновата я»                         | П. Гагарина, И. Дубцова, П. Виноградов | П. Гагарина                | 3:27         |
| 5.  | «Где-то живёт любовь»                | П. Гагарина                            | П. Гагарина                | 4:34         |
| 6.  | «Полюшка»                            | П. Гагарина, П. Виноградов             | П. Гагарина, П. Виноградов | 3:08         |
| 7.  | «Без обид»                           | П. Гагарина, И. Дубцова                | П. Гагарина                | 3:38         |
| 8.  | «Таю»                                | Е. Курицын                             | Е. Курицын                 | 3:50         |
| 9.  | «Кому, зачем?» (feat. Ирина Дубцова) | И. Дубцова                             | И. Дубцова                 | 4:10         |
| 10. | «Пропади всё пропадом»               | П. Гагарина                            | П. Гагарина                | 3:56         |
| 11. | «Где-то живёт любовь» (Remix)        | П. Гагарина                            | П. Гагарина                | 3:31         |